# 중학동 (공주시)
중학동(中學洞)은 대한민국 충청남도 공주시의 동이다.

## 개요
중학동의 법정동 4개동(중동, 중학동, 반죽동, 봉황동)중 하나인 중동은 본래 옛 공주군 동부면의 지역인데 1914년 행정구역 개편에 따라 관현(官峴), 강경동(江景洞)의 각 일부와 남부면의 고상아리(古上衙里), 허문리(許門里)의 각 일부를 병합하여 중학리라 하였다. 1986년 1월 1일 공주읍이 공주시로 승격됨에 따라 공주시 중학동이 되었다.

## 행정 구역
- 반죽동
- 봉황동
- 중동
- 중학동